# 黄櫨染御袍
| 左：令和元年（2019年）、黄櫨染御袍を着用した第126代天皇徳仁 右：平成2年（1990年）、黄櫨染御袍を着用した第125代天皇明仁（在位当時） |  | 左：令和元年（2019年）、黄櫨染御袍を着用した第126代天皇徳仁 右：平成2年（1990年）、黄櫨染御袍を着用した第125代天皇明仁（在位当時） |
| 左：令和元年（2019年）、黄櫨染御袍を着用した第126代天皇徳仁 右：平成2年（1990年）、黄櫨染御袍を着用した第125代天皇明仁（在位当時） |  | |

黄櫨染御袍（こうろぜんのごほう）は、日本において天皇のみが着用を許された特別な束帯装束である。主に即位礼正殿の儀や四方拝など、天皇の地位に関わる重要な儀礼で着用される。
その色である「黄櫨染（こうろぜん／はじぞめ）」は、平安時代初期の嵯峨天皇の詔により天皇の服色として制度化されたもので、古代中国の赭黄に範をとりつつも、櫨の樹皮と蘇芳を用いた日本独自の染色法によって染められる。色調は赤みを帯びた黄褐色とされ、時代や製作の違いによりさまざまな変化が見られる。文様には桐・竹・鳳凰・麒麟を組み合わせた「桐竹鳳凰麒麟文」が用いられ、現在に至るまで天皇の象徴的な装束として位置づけられている。

## 歴史と由来

### 隋・唐
天皇の衣を黄櫨染と定めた背景には、弘仁・貞観文化に見られる唐文化の受容があったと考えられている。中国の隋においては、皇帝や貴臣がしばしば黄文綾袍（こうもんりょうほう）を着用していた。百官の常服（通常服）や庶民も同様に黄色の袍を着て宮殿や役所に出入りしており、このように隋代では身分に関わらず黄色の袍が広く着用されていた（『旧唐書』輿服志）。
また、『唐六典』には「隋の文帝が柘黄（しゃおう）の袍および冠・帯を制定し、朝廷に出仕する際の服としたことから、以後これが常例となった」と記されている。

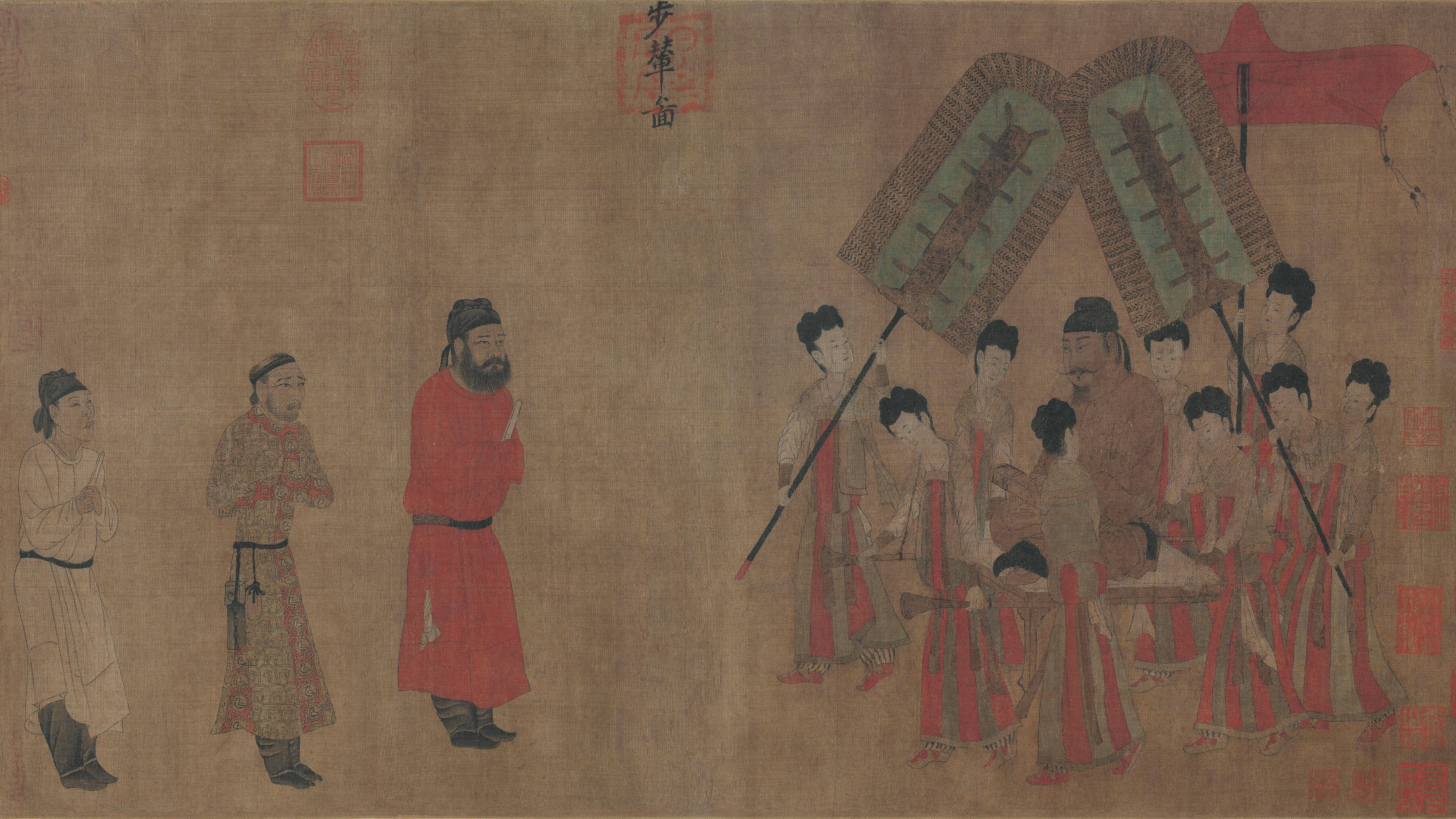
閻立本『歩輦図』

なお、中国における柘（しゃ）は和名でハリグワ（学名：Maclura tricuspidata）を指し、日本の柘植（つげ、学名：Buxus microphylla var. japonica）とは異なる植物である。また、後漢の崔寔『四民月令』や、唐の封演『封氏聞見記』には、赭黄（赤黄色）は柘の木によって染められたと記されている。したがって、染色の素材も日本の黄櫨染とは異なっていた。
唐代初期には、隋の旧制を踏襲して皇帝の常服に黄色の袍や衫が用いられた。やがて赭黄が用いられるようになり、士庶（貴族や官僚と庶民）が赭黄を衣服や装飾に用いることは禁止された。そして、皇帝の常服は「赤黄袍衫」と定められた。また、『新唐書』によれば、唐の高祖（初代・李淵）は赭黄袍（しゃおうほう）を常服としていたとされる。ただし、唐においては庶民が赭黄（赤黄）以外の黄色を用いることは禁止されていなかった。
赭黄は赤味がかった黄色であるとされるが、唐代の赭黄袍は現存しておらず、実際の色味は不明である。閻立本の『歩輦図』（現存するものは宋代の模本）には、唐太宗（李世民）が群臣に担がれて玉座に座する姿が描かれており、彼が着用しているのは赭黄袍であると考えられている。その色味は黄土色または茶色に近い。

### 日本

#### 奈良時代
奈良時代の『養老律令』の衣服令では、皇太子以下が着用する礼服、朝服、制服の服制が定められた。しかし、これには天皇の服装に関する規定はなく、その詳細は不明である。このうち、天皇の礼服（袞衣）については、後世の曝涼（虫干し）の際に記録された正倉院文書により、帛袷袍（はくのあわせほう）、すなわち白絹の袷（あわせ）の袍であったことがわかっている。

#### 平安時代
黄櫨染の御袍が天皇の服として定められたのは、弘仁11年（820年）のことである。平安時代初期の嵯峨天皇は、弘仁11年2月1日の詔により、朔日や聴政、外国からの使節の接待、奉幣、節会の際に天皇の着用する服を「黄櫨染衣（こうろぜんきぬ）」と定めた。なお、同時に神事や冬季の諸陵奉幣には帛衣、元日の朝賀には袞冕十二章を着用することとした（『日本紀略』）。
当時の黄櫨染衣は、まだ束帯ではなく、奈良時代以来の朝服の様式であったと考えられている。
嵯峨天皇の定めた黄櫨染は、赭黄同様に真昼の太陽の色を象徴したものという説もある。高倉永経『続深窓秘抄』（1288年）には、「天子の御位にたとえるべきものはないので、日の色を当てた」とある。黄櫨染の御袍が天皇の服となったことにより、黄櫨染は天皇以外には着用できない禁色となったと考えられている。なお、上述の詔に先立つ弘仁6年（815年）には、勅により女性の褐および黄櫨染の着用を禁止している（『日本後紀』）。
源高明『西宮記』が引く『醍醐天皇御記』によると、延喜7年（907年）、左大臣・藤原時平から「天皇が召される朝服の綾の文様と、臣下が着る服の文様が同じであるのは、非常に不都合であり、この点は改めるべきです」との進言があった。このことから、延喜7年頃まで、天皇と臣下の朝服には位色の区別はあっても文様の相違はなかったと考えられている。
平安時代後期の有職故実書『江家次第』（大江匡房著）によると、天皇の束帯はさらに黄櫨染束帯、青色束帯、赤色束帯、白束帯の4種類に分かれるようになる。このうち、黄櫨染束帯は、年頭最初の公事である四方拝、それに続く小朝拝や元日節会をはじめとする多くの公事で用いられた。
青色束帯は天皇の略儀の束帯であるが、青色は天皇専用の位色（いしき）ではなく、臣下も着用する機会があった。赤色束帯は、天皇のほか、上皇が着用し、臣下でも摂政や左大臣が着用するなど、身分最上位の者が着用した。白束帯は斎服および帛衣のことで、ともに神事用である。

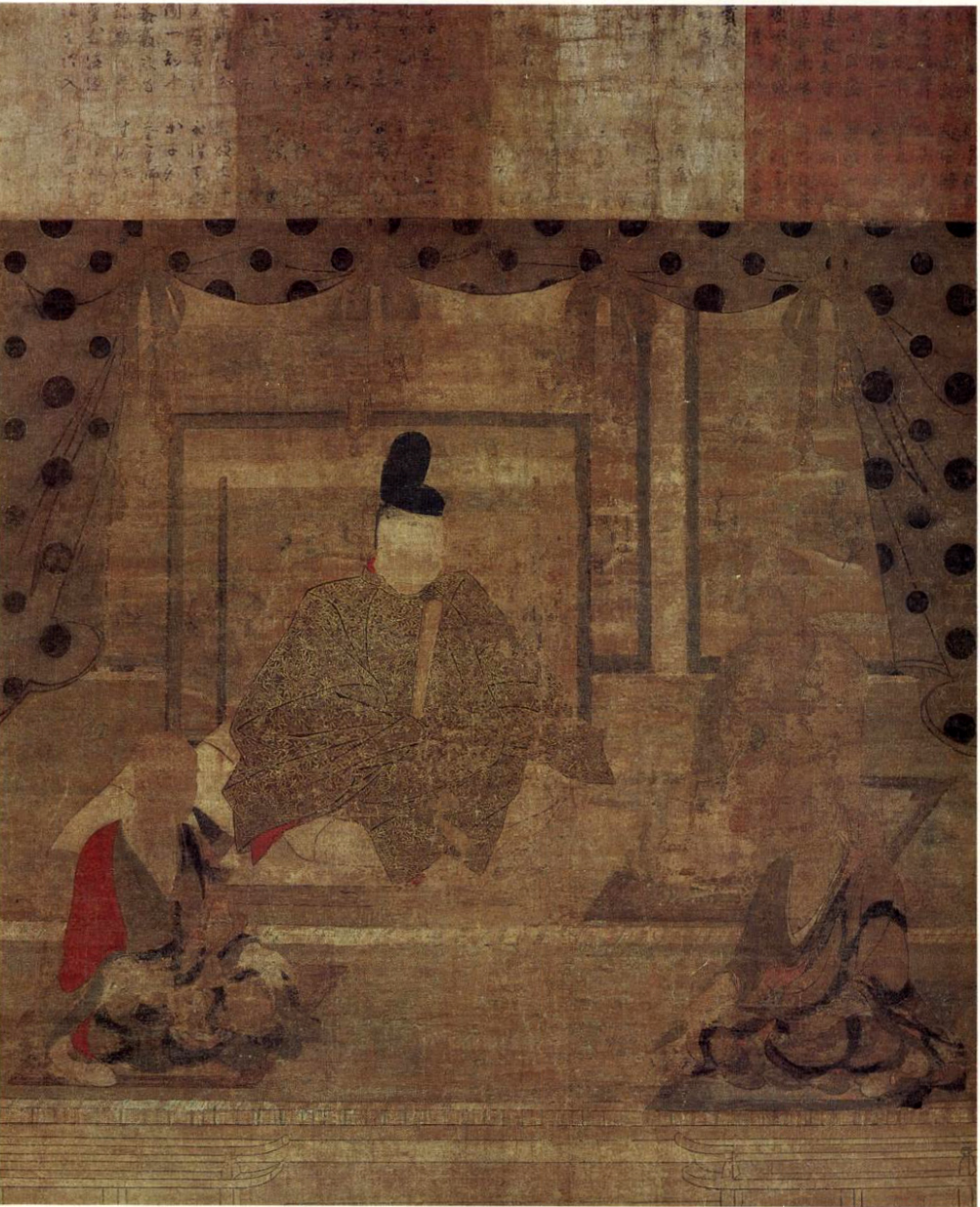
『四聖御影』建長本、1256年

初期の文様は、綾の地紋に桐、竹、鳳凰からなる「桐竹鳳凰文」で、それを袍の全面にわたって散らす「総文」形式だったと考えられている。常磐源二光長筆という『年中行事絵巻』は模本しか現存しないが、その朝覲行幸（ちょうきんぎょうこう）の巻などに見られる天皇の束帯の袍の桐の薹（とう）を散らした総文は、当時の御料そのままの描写とみられる。

#### 鎌倉時代
その他の例としては、東大寺所蔵の『四聖御影』の建長本（1256年）と永和本（1377年）に描かれた聖武天皇の袍、並びに『嵯峨天皇御影』（鎌倉時代）に描かれた嵯峨天皇の袍が挙げられている。
なお、これらの束帯はその色彩から麹塵袍とする説もあるが、当時の黄櫨染御袍と麹塵袍の色が明確にわかっておらず判別が難しいこと、またどちらもその文様は同一のため、いずれにしろ当時の黄櫨染御袍の文様も総文だったと考えられている。

#### 室町時代

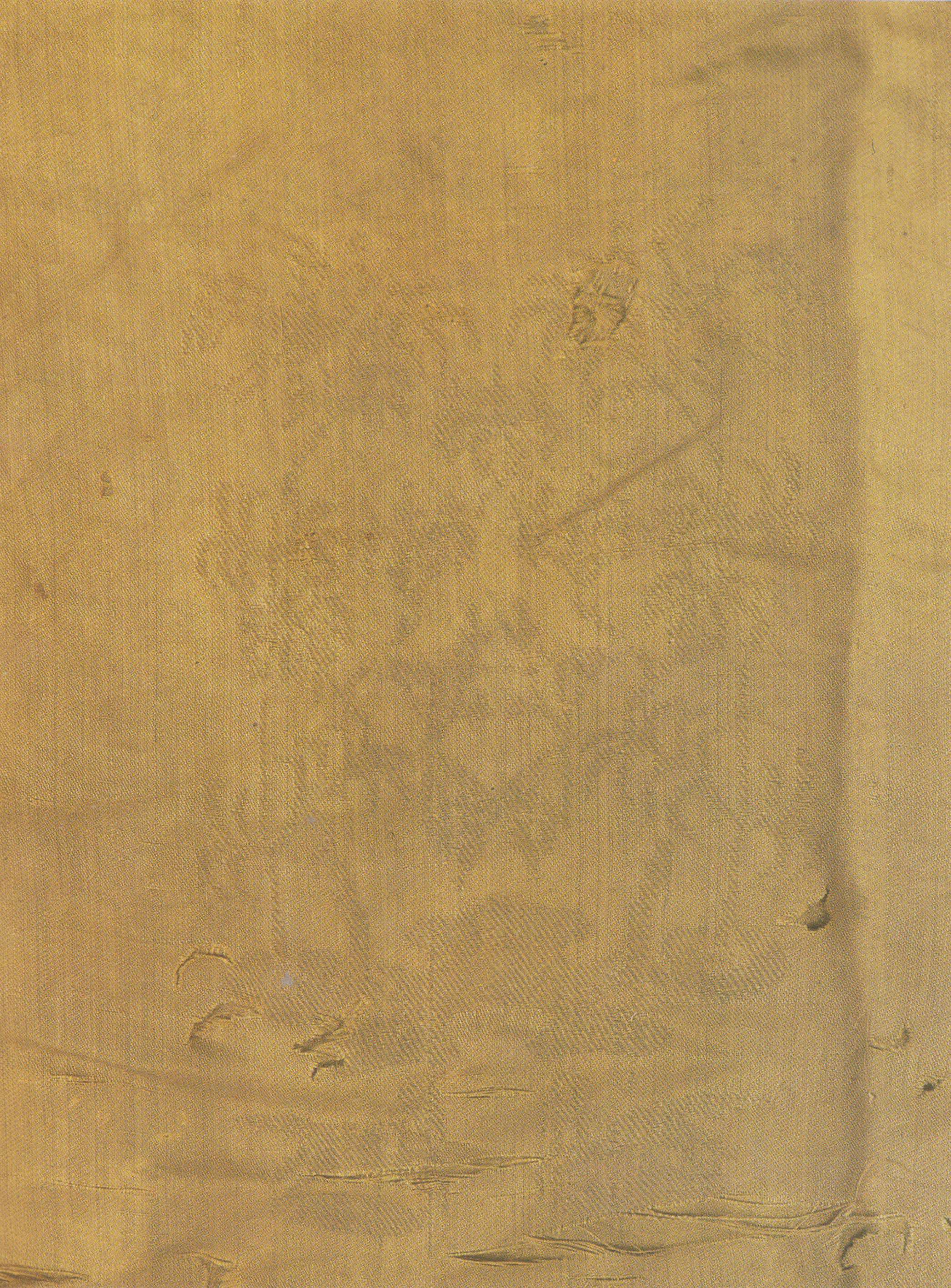
後奈良天皇が広隆寺に下賜した黄櫨染御袍の残欠（16世紀）

黄櫨染の色について、高倉永行による応永6年（1399年）の奥書をもつ『装束雑事抄（上）』には、「御色きに青黒なり」とあり、黄櫨染の色が黄色に青黒（当時の「青」はしばしば緑系を指す）の色彩を帯びていたと考えられる。また、一条房通の『装束唯心抄』「禁中御束帯之具」には、「海松茶のはげたる様の色なり」との記述もみられる。
現存する最古の黄櫨染御袍は、第105代後奈良天皇が広隆寺に下賜したものとされる。この袍の色は「青味がかった黄色」であり、江戸時代以降の「赤味がかった黄色」とは異なる。そのため、これを青色御袍（麹塵袍）とする説もある（高田倭男説）。一方で、これこそが『装束唯心抄』に記された「海松茶のはげたる様の色」に該当し、室町時代の黄櫨染の色であったとする説もある（出雲路通次郎説）。

#### 江戸時代
江戸時代初期には、黄櫨染御袍が一時的に断絶していたとする説もあるが、国立歴史民俗博物館所蔵の『慶長十六年御譲位御服調進帳』によれば、後水尾天皇の即位に際して「きりたけ」（桐竹）の袍が調進されている。
また、広隆寺所蔵の後水尾天皇の袍は、牡丹唐草に尾長鳥の文様が施された麹塵の袍であるため、このとき調進された「きりたけ」の袍は黄櫨染の袍であったと考えられている。
京都御所の東山御文庫には、第115代・桜町天皇が宸筆で注を付した『黄櫨染御袍等御裂帖』が伝わっており、歴代天皇の黄櫨染御袍、直衣、衵、単（ひとえ）などの裂地が貼付されている。後西天皇・霊元天皇着御の裂地残欠を筆頭に、染色の異なる色見本が時代順に綴じられている。そのうち黄櫨染は27点にのぼる。後西天皇の黄櫨染御袍の使用が確認できることから、結局、黄櫨染御袍の使用が裏付けられていないのは後光明天皇のみとなる。
後光明天皇の承応2年（1653年）には禁裏火災があり、それ以前の天皇の冕冠や袞衣を含む多数の御物が焼失したと考えられている。したがって、後光明天皇の黄櫨染御袍も、このときに失われた可能性がある。

#### 近代
明治天皇即位の時に袞衣が廃止されて以降は、「即位礼紫宸殿の儀」を含む即位式にも使用され、宮中三殿で行われる恒例の皇室祭祀のほとんどに使用されることとなった（神嘉殿でおこなう新嘗祭のみは、天皇は御祭服を使用）。現代においてもこの規定が引き継がれ、即位の礼の中での最重要の儀式「即位礼正殿の儀」や立太子礼、宮中祭祀の四方拝その他で着用されている。

## 製法

### 染色
10世紀の『延喜式』によれば、綾1疋を黄櫨染に染めるには、櫨14斤、蘇芳11斤、酢2升、灰3斛、薪8荷を用いるとあり、山櫨の樹皮と蘇芳の芯材を使って染められたことが分かる。櫨染めはやや褐色がかった黄色に染まり、蘇芳はやや黒っぽい赤色に染まるため、仕上がりは鮮烈な日光の色と云うよりも深くて落ち着いた印象の黄褐色系から赤褐色系になる。しかし、黄櫨染は非常に難易度の高い染色で、熟練工であっても毎回同じ色を染めることはできず、安定して色を出すことは不可能とも言われている。また、着用者の年齢等によっても仕上りを変えたと言われる。広隆寺には、後奈良天皇以降、歴代の天皇が聖徳太子立像に着せるために納めた黄櫨染等の御袍が伝わるが、その色はさまざまである。また、吉岡幸雄の復元によると、黄櫨染や麹塵（天皇の日常の御袍の色）は、日光の下にあるときと灯火の下にあるときとで色調が変わる効果があるという。
なお、近世の黄櫨染御袍の材質は固地綾であった。

### 文様

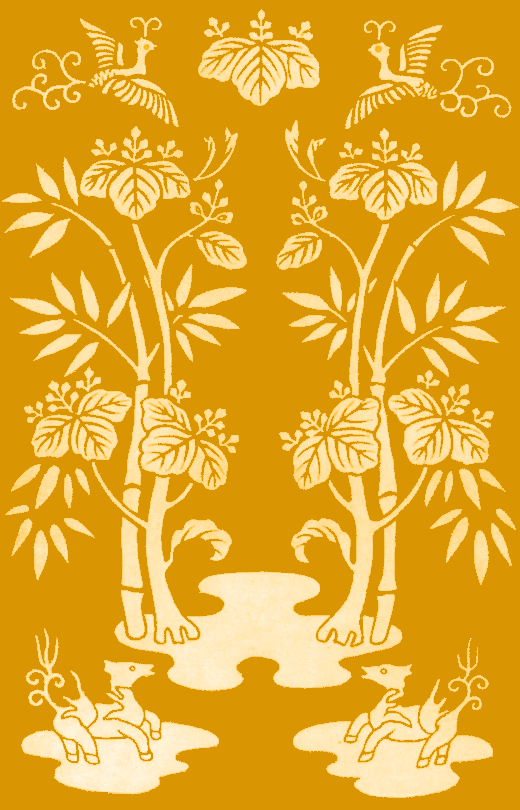
桐竹鳳凰麒麟文

文様については、『西宮記』に引く『醍醐天皇御記』の延喜7年（907年）2月23日条に、天皇の朝服と臣下の服が同じ文様では不都合であるから、規制すべきであるという議論があったことが伝わるが、文様の具体的な記述はない。長保2年（1000年）には、一条天皇の御服を織部正橘忠範が新調するにあたり、巨勢広高に「五霊鳳桐」の図様を書かせ、これを下絵として織機の織型としたことが知られる。五霊とは5種類の瑞獣のことである。
13世紀に記された『餝抄』の記述から、この頃には「桐」「竹」「鳳凰」「麒麟」の4種の要素から成る文様となっていたと推測される。ただし、ほぼ同時代に順徳天皇の記した『禁秘抄』には「竹鳳」とある。また、14世紀前半以前に成立した「天子摂関御影」の高倉天皇像は、桐竹鳳凰文の黄櫨染御袍を着用しており、筥形文の黄櫨染御袍を描いた最古の史料とされる。中世の絵画では、桐竹唐草に鳳凰を散らした文様の袍を描いた例もあり（東大寺藏「四聖御影」など）、これを古様とする説もある。現存最古の後奈良天皇奉納の御袍（広隆寺所蔵）は、桐竹鳳凰麒麟の長方形の筥形文となっている。その後の遺品も同様であり、現在の天皇着用の黄櫨染御袍も桐竹鳳凰麒麟の筥形文である。

### 裏地
黄櫨染の袍は、裏地は紫等を用いた。『延喜式』の染法にも、櫨と蘇芳によって染めるという記述に続いて、帛1疋を紫草15斤、酢1升等で染めるという記述があり、これは裏地の分の記載と言われる。近世の慣習では、山科流は二藍の平絹、高倉流は蘇芳の平絹とした。天皇には宿徳装束（高齢者用の装束）の規定はないが、高齢になると縹平絹も用いた。

## ギャラリー

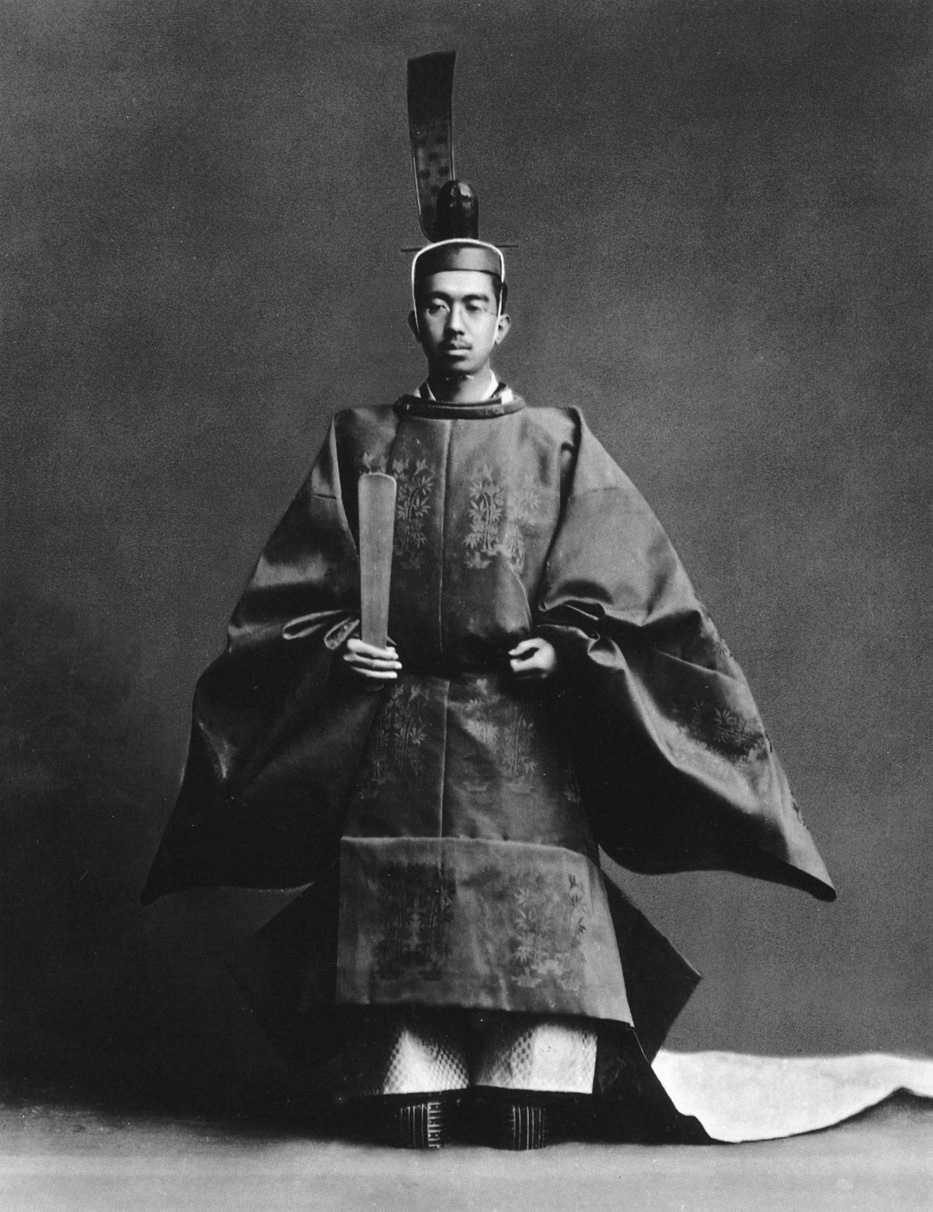
昭和3年（1928年）、即位の礼にて黄櫨染御袍を着用した昭和天皇
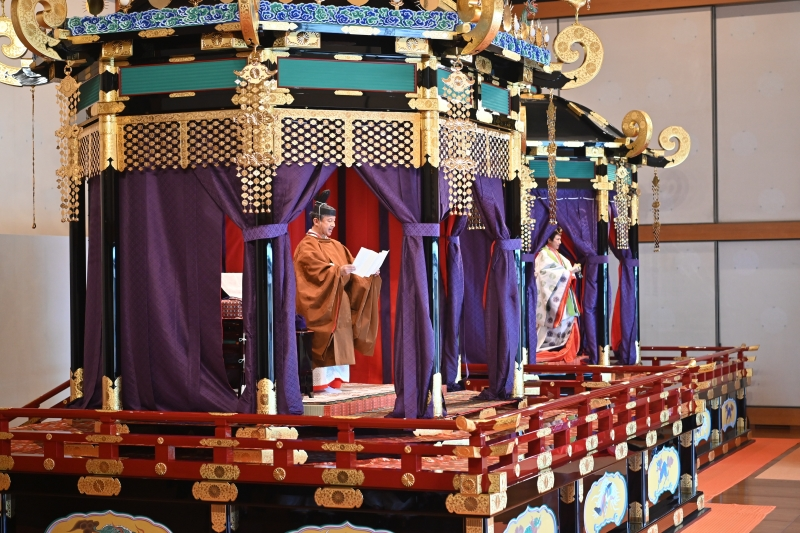
2019年（令和元年）10月22日、即位礼正殿の儀
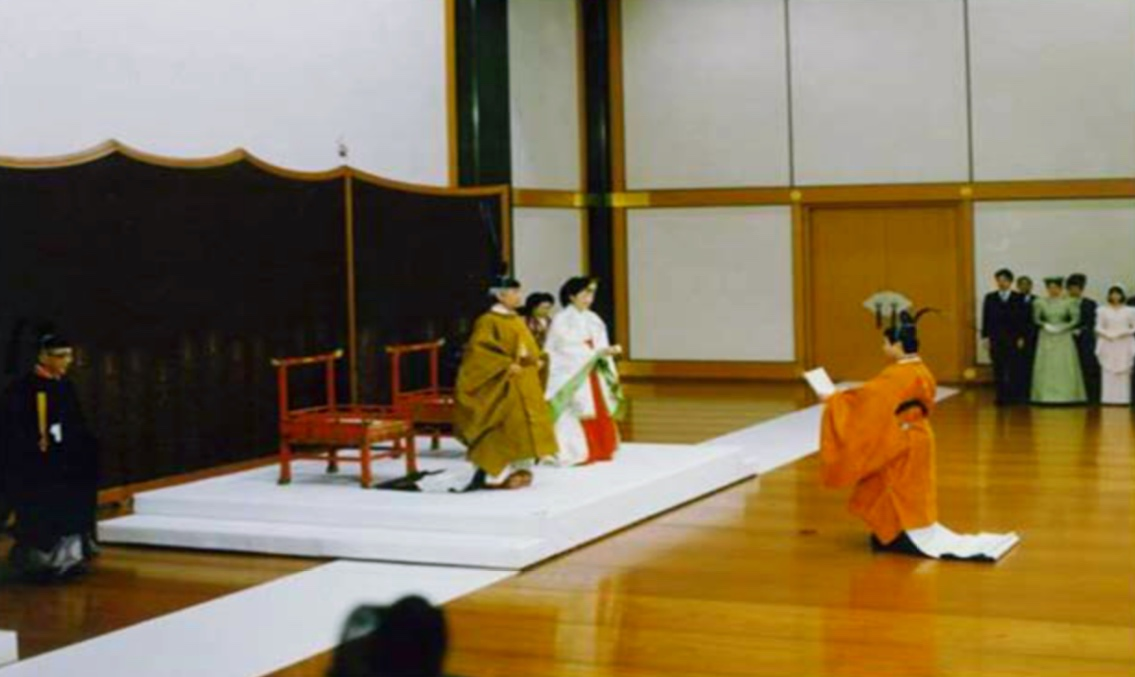
徳仁親王（現：天皇）の立太子宣明の儀 左側の壇上に立つ天皇（現：上皇）が黄櫨染御袍を着用している。
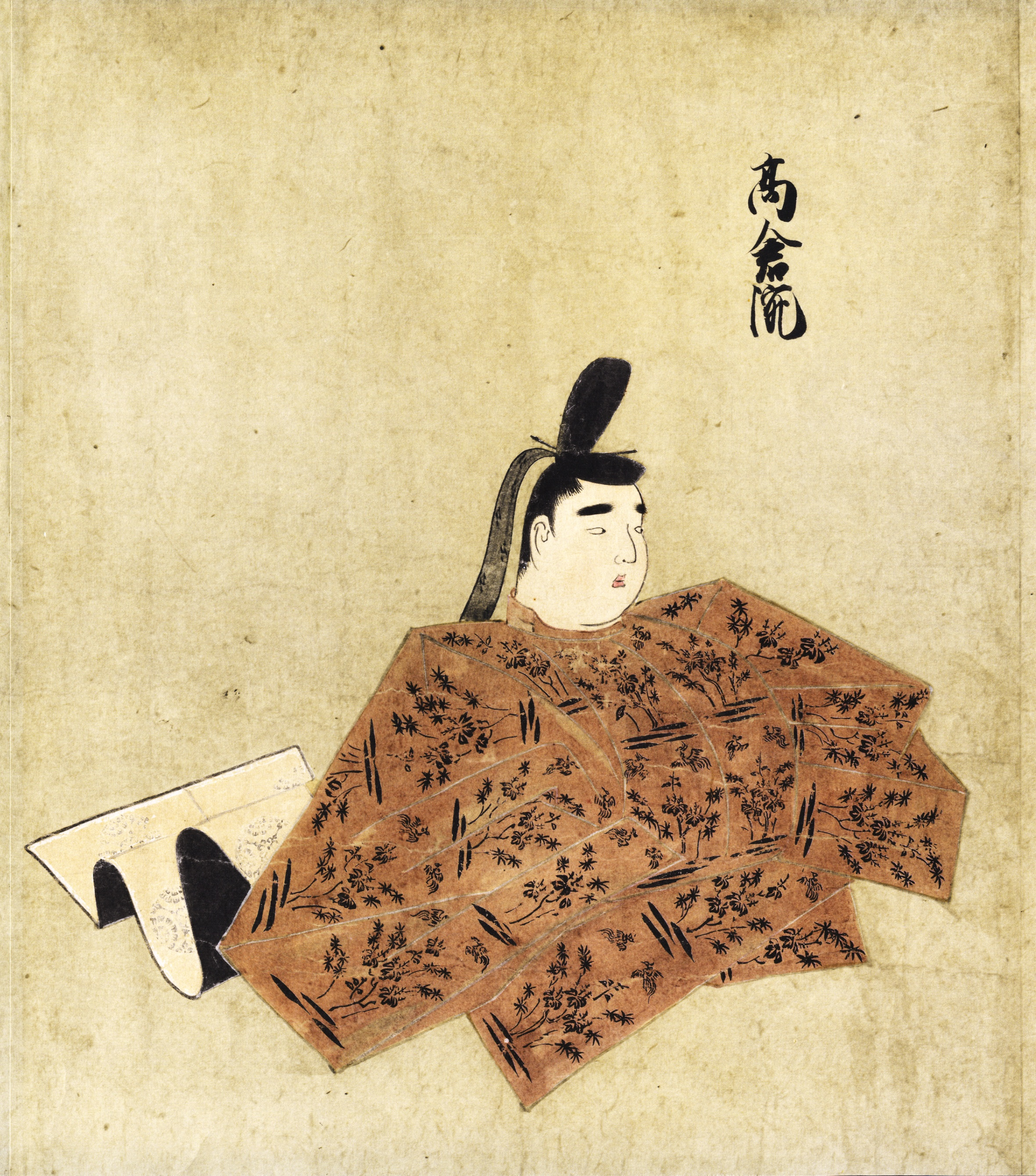
『天子摂関御影』高倉天皇像。

## 広隆寺上宮王院聖徳太子像

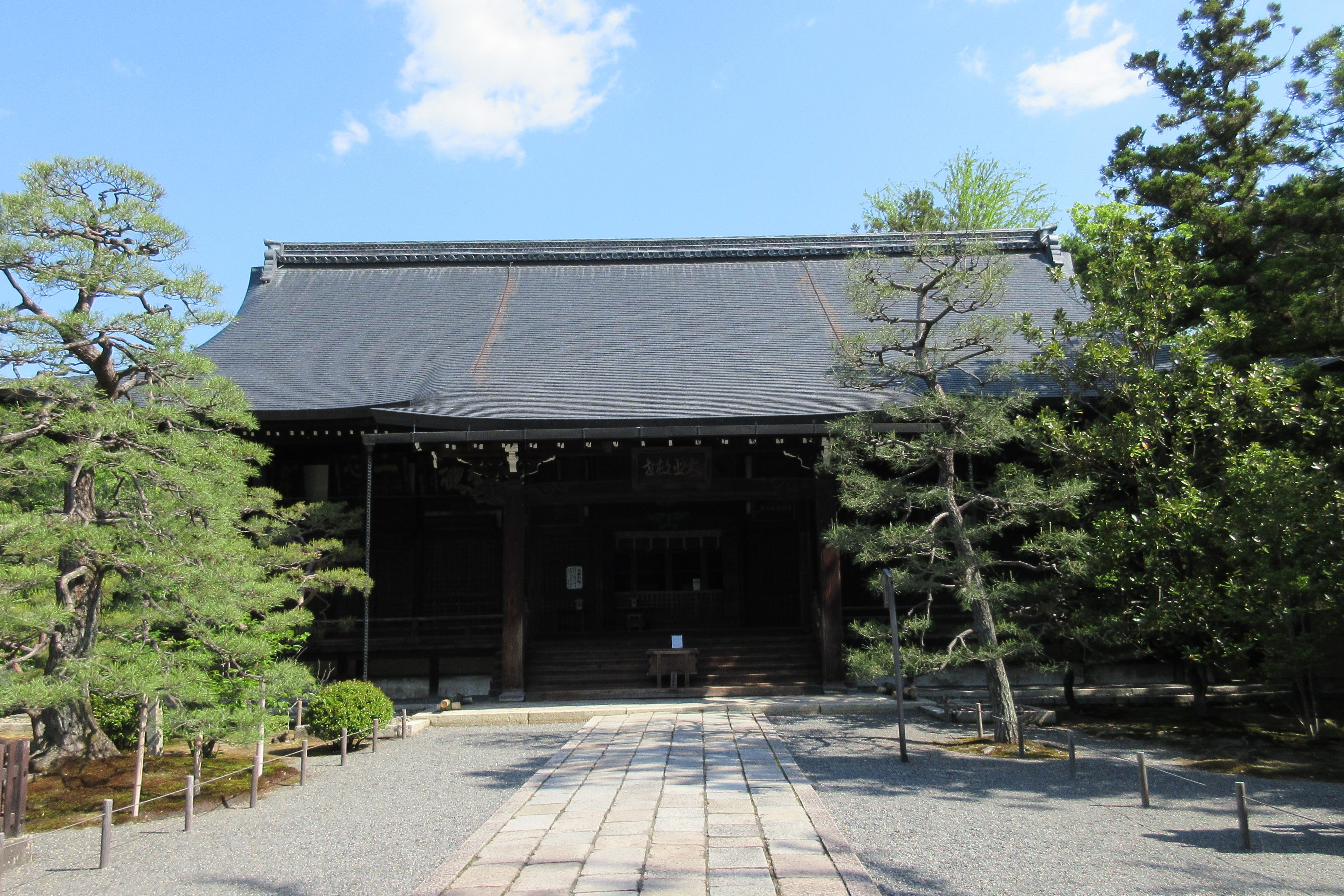
広隆寺上宮王院太子堂

京都市右京区の広隆寺の上宮王院太子堂（享保15年〈1730年〉建立）に安置される聖徳太子像には、歴代天皇より、天皇着用の装束と同様のものが寄贈され、着せられている。聖徳太子像は保安元年（1120年）に完成したもので、当初は美豆良に結った童形であったと推測されるが、後代には髻を結って冠をかぶる形に変えられ、太子33歳の時の姿とされるようになった。下着姿の像のため、当初より束帯を着せることが想定されていたと考えられ、遅くとも室町時代には天皇より贈られた装束が着せられていた。
第105代後奈良天皇の黄櫨染御袍（残欠）以降の束帯や冠が現存しており、後西天皇・東山天皇・中御門天皇・後桜町天皇・光格天皇・仁孝天皇および明治天皇以降の歴代天皇より寄進された黄櫨染袍が伝わる。
現在は上皇明仁の即位の礼（1990年〈平成2年〉）に際して調進された御袍と同じ染織技法を用い、天皇着用のものの約8割の寸法で製作された黄櫨染の袍が、1994年に調進され、着せられている。